# Bertien van Manenová
Bertien van Manenová (nepřechýleně Bertien van Manen; 15. února 1935 Haag – 26. května 2024 Amsterdam) byla nizozemská fotografka. Po studiu francouzského a německého jazyka a literatury začala svou kariéru jako módní fotografka. Inspirována knihou Roberta Franka The Americans, po které cestovala a fotografovala, co viděla. Svou první výstavu měla v The Photographers' Gallery v Londýně v roce 1977 a od té doby jsou její práce vystavovány v Muzeu moderního umění v New Yorku, Maison européenne de la photographie v Paříži, Městském muzeu Amsterdam a Fotomuseu Winterthur. Dílo van Manenové dílo se nachází ve velkých veřejných sbírkách.

## Životopis
Bertien van Manenová se narodila 15. února 1935 v Haagu. Svou fotografickou kariéru začala v roce 1974 jako módní fotografka po studiu francouzského jazyka a literatury na univerzitě v Leidenu.
Inspirována knihou Roberta Franka The Americans (1958), van Manenová přešla od módní fotografie k více dokumentárnímu přístupu, cestovala a fotografovala, co viděla. K fotografování lidí, se kterými se setkává, používá levný fotoaparát, protože má pocit, že tyto fotoaparáty umožňují jejím subjektům považovat ji „za turistku nebo přítelkyni, která ráda fotí“. Hodně fotografovala v Číně, v Apalačských horách v USA a v bývalém Sovětském svazu.
Pracovala na zakázku a pro dlouhodobé projekty, jako je A Hundred Summers, A Hundred Winters (1991) o postsovětských státech, East Wind, West Wind (2001) o Číně, Give me your Image (2006) o Evropě, Moonshine (2014) s fotografiemi hornických rodin v Apalačských horách, a Beyond Maps and Atlases (2016) z Irska.
V roce 2011 vydalo nakladatelství MACK Let's Sit Down Before We Go, editoval Stephen Gill . V roce 2017 vydalo I Will be Wolf nakladatelství MACK, editoval Stephen Gill.
Van Manenová zemřela v Amsterdamu dne 26. května 2024 ve věku 89 let.

## Publikace
- A Hundred Summers, A Hundred Winters. Amsterdam: De Verbeelding, 1994.
- East Wind West Wind. Amsterdam: De Verbeelding, 2001.
- In Moldova. Aorta Chisinau, 2005.
- Give me your Image. Göttingen: Steidl, 2006.
- Let's Sit Down Before we go. Londýn: Mack, 2011. Editor: Stephen Gill.
- Easter and Oak Trees. Londýn: Mack, 2013.[8]
- Moonshine. Londýn: Mack, 2014.
- Beyond Maps and Atlases. Londýn: Mack, 2016. ISBN 9781910164433.
- I Will be Wolf. Londýn: Mack, 2017. Editor: Stephen Gill. ISBN 978-1-910164-91-4.
- Gluckauf. FW, 2023.

## Výstavy

### Samostatné výstavy
- A Hundred Summers, A Hundred Winters, Fotomuzeum Winterthur, 1995[9]
- East Wind West Wind, The Photographers' Gallery, Londýn, 2002[10]
- Beyond the Image: Bertien van Manen & Friends, Městské muzeum Amsterdam, 2019[11]
- Wish I Were Here, Fotomuseum Winterthur, 2022[12]

### Skupinové výstavy
- Muzeum moderního umění, New York [13]

## Sbírky
Dílo van Manenové se nachází v těchto veřejných sbírkách:
- Rijksmuseum, Amsterdam[14]
- Fotomuzeum Antverpy[15]
- Maison européenne de la photographie, Paříž[16]
- Fotomuzeum Winterthur, Winterthur, Švýcarsko[17]
- Městské muzeum Amsterdam, Amsterdam[18]
- Muzeum moderního umění, New York [19]
- Metropolitní muzeum umění, New York[20]
- Sanfranciské muzeum moderního umění, San Francisco[21]